# The Case Against 8
Pour plus de détails, voir Fiche technique et Distribution.
The Case Against 8 est un film documentaire américain réalisé par Ben Cotner et Ryan White, sorti en 2014.
Tourné sur cinq ans, le film suit toutes les péripéties qui permettront de renverser l'interdiction des mariages de même sexe en Californie.

## Fiche technique
- Titre : The Case Against 8
- Réalisation : Ben Cotner, Ryan White
- Scénario : Ben Cotner, Ryan White
- Production :
- Pays d'origine :  États-Unis
- Format : Couleurs
- Genre : Documentaire
- Durée : 109 minutes
- Dates de sortie : 
  - États-Unis : 18 janvier 2014 (Sundance Film Festival)
  - Royaume-Uni : 26 avril 2014 (Sundance London Film Festival)
  - Belgique : 1er décembre 2014

## Distribution
- Ted Olson
- Christopher D. Dusseault
- Jeffrey J. Zarrillo